# Landéda

Landéda este o comună în departamentul Finistère, Franța. În 1 ianuarie 2022 avea o populație de 3.695 de locuitori.